# Friedrich Koch (Philologe)
Karl Friedrich Koch (* 15. November 1813 in Berka; † 5. September 1872 in Eisenach) war ein deutscher Lehrer, Grammatiker und Philologe.

## Leben
Friedrich Koch war Sohn armer Eltern. Aufgrund einer geschenkten Lateinischen Grammatik konnte er seine Bildung über das normale Niveau der örtlichen Volksschule hinaus ausbauen. Daher durfte er bis 1832 das Eisenacher Gymnasium besuchen und konnte anschließend das Studium der evangelischen Theologie an der Universität Jena aufnehmen. Nach seinem Abschluss 1835 war er zunächst Hofmeister in Eisenach und gründete dann ein eigenes Progymnasium. Als 1843 die Eisenacher Realschule gegründet wurde, erhielt er dort eine Anstellung als Professor, die er bis zu seinem Lebensende ausübte. In diesem Zuge gab er auch die Laufbahn als Geistlicher auf.
Koch ging 1845 nach England um Privatunterricht zu nehmen und seine Kenntnisse der englischen Sprache auszubauen. Seine später veröffentlichte mehrbändige Grammatik der englischen Sprache fand international große Anerkennung. Entsprechend wurde er 1868 zum Ehrenmitglied der Philological Society of London ernannt. Am 10. März 1848 wurde ihm von der Universität in Jena die philosophische Doktorwürde verliehen.

## Veröffentlichungen (Auswahl)
- Deutsche Grammatik nebst den Tropen und Figuren, Mauke, Jena 1860.
- Historische Grammatik der Englischen Sprache, 4 Bände, Böhlau, Weimar 1863–1869.
- Deutsche Elementargrammatik, mauke, Jena 1865.
- Linguistische Allotria: Laut-, Ablaut- und Reimbildungen der englischen Sprache, Bacmeister, Eisenach 1874 (posthum herausgegeben von Eugen Wilhelm).